# Nationale Bank van Angola
De Nationale Bank van Angola is de centrale bank van Angola. De bank werd opgericht in 1926. Het hoofdkantoor staat in Luanda.

## Geschiedenis
Een voorloper van de huidige bank werd opgericht in 1865, ten tijde van de koloniale bezetting door Portugal. Deze bank was een zijtak van de een jaar eerder opgerichte Banco Nacional Ultramarino in Lissabon. Op 14 augustus 1926 kreeg Angola zijn eigen nationale bank, de Banco de Angola, waarvan het hoofdkantoor zich echter nog altijd in de Portugese hoofdstad bevond.
Toen Angola in 1975 onafhankelijk werd van Portugal, werd de naam van de nationale bank veranderd in Banco Nacional de Angola (BNA). Op 20 april 1991 werd door een wetswijziging de rol van de BNA ingeperkt tot die van centrale bank. Daarvoor had de bank nog andere bevoegdheden, zo was ze bijvoorbeeld verantwoordelijk voor alle buitenlandse transacties.
De nationale Angolese bank kwam twee keer in het nieuws vanwege grootschalige fraudezaken, in 2009 en 2018. Bij het tweede schandaal bleek José Filomeno, de zoon van de voormalige president José Eduardo dos Santos, ongeveer een half miljard dollar bij de bank te hebben weggesluisd naar een rekening in het Verenigd Koninkrijk.